# Прастьяди, Альвиянто
Альвиянто Багас Прастьяди (индон. Alviyanto Bagas Prastyadi; род. 18 февраля 2002, Клатен, Центральная Ява) — индонезийский лучник, специализирующийся в стрельбе из олимпийского лука. Участник Олимпийских игр.

## Биография
Альвиянто Багас Прастьяди родился 18 февраля 2002 года.

## Карьера
Выступает за клуб Central Java.
По результатам финального отборочного турнира в Париже на Олимпийские игры путёвки завоевали мужские сборные Франции, США и Индонезии. Это произошло после того, как Ариф Пангесту, Альвиянто Прастьиди и Риау Эга Агата вышли в финал, и хотя проиграли Украине, по регламенту путёвки получали три лучшие команды. Так как они отобрались в командном турнире, они также получили три квоты на индивидуальный мужской турнир.
В командном турнире индонезийцы в составе Альвиянто Прастьяди, Ариф Пангесту и Риау Эга Агата проиграли уже в первом раунде британцам со счётом 0:6 и сразу выбыли из борьбы за медали. Хотя Прастьяди показал 26-й результат в предварительном раунде, уже в 1/32 финала личного турнира индонезиец проиграл австралийцу Тейлору Ворту, показавшему 39-й результат, и выбыл из борьбы за медаль, даже не выиграв ни один сет.